# Aravah

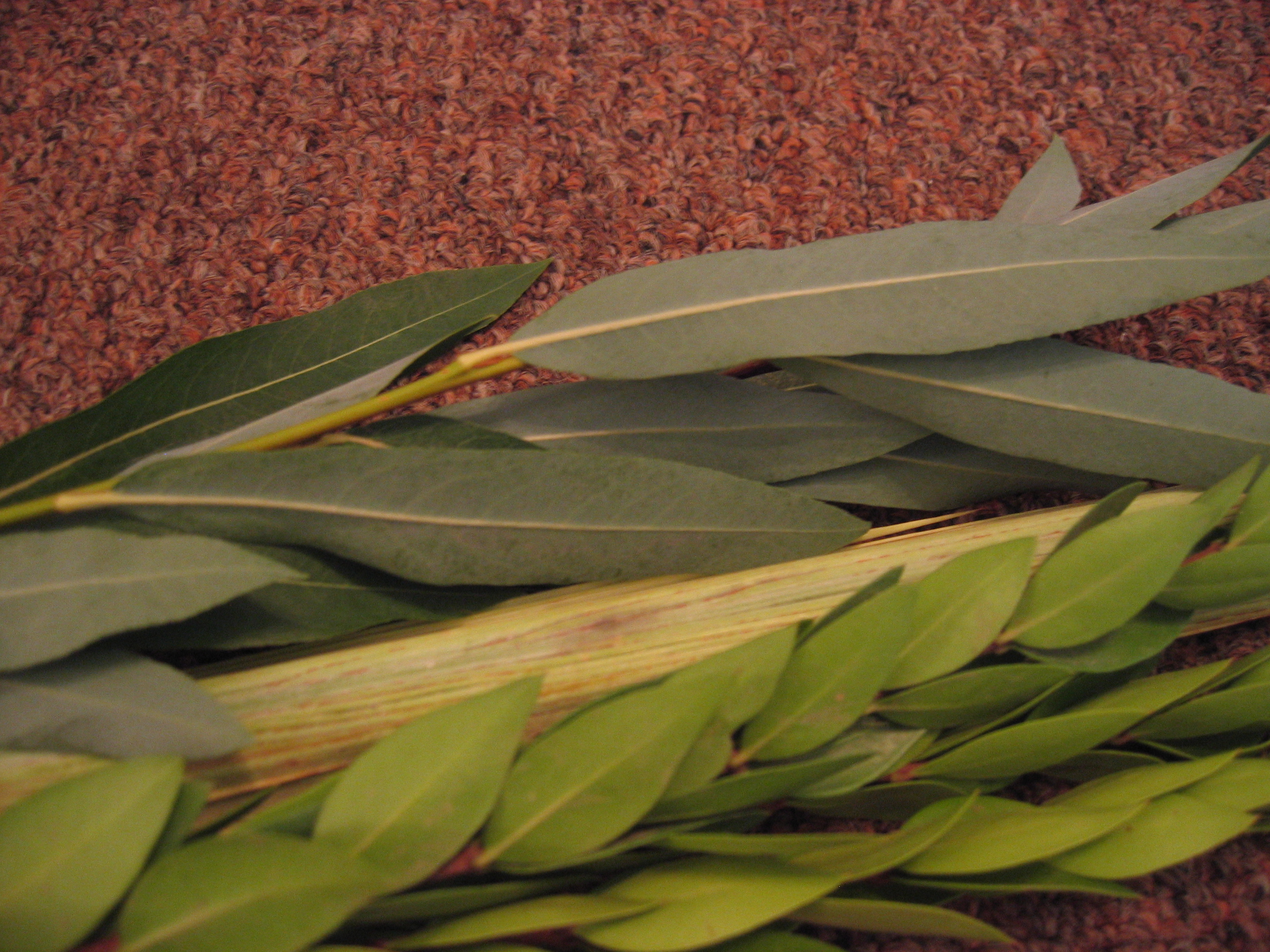
Dois aravot ramos das quatro espécies (traseira), junto com ramos de lulav (centro) e hadass (dianteiro).

Aravah (do hebraico ערבה) é um ramo frondoso da árvore salgueiro utilizada dentro do Judaísmo na festividade de Sucot como uma das quatro espécies (arba'ah minim–ארבעת המינים) de plantas utilizadas no ritual. As outras três espécies são lulav, etrog e Hadass.
O aravah também é usado para uma cerimônia separada em Hoshaná Rabá, o último dia de Sucot, quando cinco ramos são espancados contra o chão ao acompanhamento de versos especiais.
A árvore aravah geralmente cresce ao lado de um rio, embora em Israel cresça selvagem nos quintais de muitas pessoas. Os galhos crescem longos e são alinhados com folhas longas e estreitas. Uma vez que esta árvore requer muita água para crescer, os ramos escolhidos secam em dois ou três dias. Para mantê-los frescos o maior tempo possível para a mitzvá das Quatro Espécies, eles são mantidos na geladeira até o uso, ou embalados em uma toalha úmida.